# キエラ・キキ・シェアード

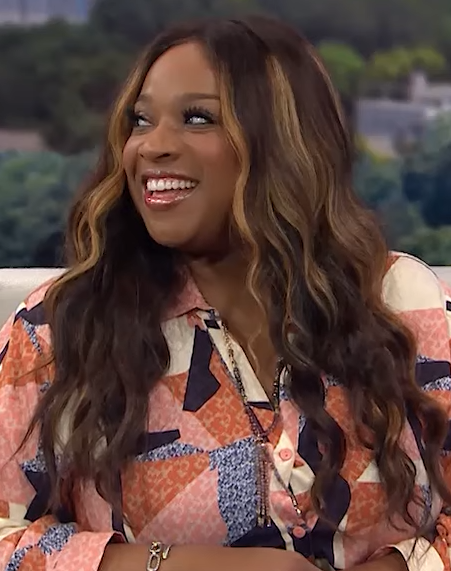
キエラ・キキ・シェアード

キエラ・キキ・シェアード (Kierra Kiki Sheard、1987年6月20日 - ) は、アメリカ合衆国ミシガン州デトロイト出身のゴスペルシンガー。日本での名義はKiKi（キキ）。母親はゴスペル界の名門、クラーク・シスターズのカレン・クラーク・シェアード（Karen Clark Sheard）。

## 来歴
6歳の時に、父親が牧師を務めていた教会の子供聖歌隊に加わる。信仰深い家庭と母親や祖母（有名なDr. Mattie Moss Clark）からの音楽の教えに囲まれながら育ち、9歳で母親のアルバム「Finall Karen」（1997年）の中の「Thesatest place」でデュエットを披露しレコードデビュー。母親のツアーにも同行。
その後カレンのアルバムの参加や、パフォーマンス経験を積み、2004年ソロデビュー。2004年8月にリリースされたデビュー・アルバム「I owe You」(デスティニーズ・チャイルド、メアリー・J・ブライジを手掛けた、売れっ子プロデューサーのロドニー・ジャーキンスと共作した「ユー・ドント・ノウ」やウォーリン・キャンベルがプロデュースした「レット・ゴー」等収録)が全米ゴスペル・チャート初登場1位に輝き、新世代のゴスペルシンガーとしての才能を見せ付けた。これまでのゴスペルのイメージを打ち破る、最新R&Bの様なコンテンポラリーでフレッシュな感覚の作品が並び、ボーカルの圧倒的な迫力、歌唱力で17歳（録音当時）とは思えない実力を示していた。デビュー・アルバム「I owe You」収録曲をさらにアーバン風にリプロダクションして、R&B/ヒップホップ・ソウルを強くアピールしたリミックス・アルバム「Just...Until」をリリース。ロック色を強めた冒頭の「レット・ゴー（ロック・ソウル・リミックス）」やダンスホール調になった「ユー・ドント・ノウ（モンスターズ・ミックス）」を聴くと、ゴスペルの枠を超え、R&Bリスナーに大受けしているのが納得出来る。日本でも、海外デビュー・アルバム「I Owe You」とリミックスアルバム「Just Until」独自編集の日本デビュー・アルバム「Let Go」がゴスペル・アルバムでは異例の驚異的な大ヒットを記録した。アルバムを紹介したCMに「レット・ゴー」が起用され、30秒と短い時間ながら、耳に残るメロディーや印象的なダンサーのシルエットなどが話題となり、「シンデレラ・ストーリー」と紹介され、関心を集めた。
オリジナル・アルバムとしては約2年ぶりにリリースされるセカンド・アルバム「This Is Me」では、タイトルどおり、大人と子供の表情を併せ持つキキの等身大に描かれたアルバムに仕上がっている。

## ディスコグラフィ

### アルバム（アメリカ）
- 『I Owe You』(EMI,2004)
- 『Just Until』(EMI,2005)
- 『This Is Me』(EMI,2006)
- 『Bold Right Life』(EMI,2008)

### アルバム（日本）
- 『Let Go』(TOCP-66495 2005/12/07)
- 『This Is Me』(TOCP-66522 2006/6/7)
- 『Bold Right Life』(TOCP-66828 2008/12/17)

### シングル
- 『You Don't Know』
- 『Let Go』
- 『Why Me』
- 『Yes』